# 錫蘭現代史
《錫蘭現代史》（英語：The Modern History of Ceylon），由斯里蘭卡學者伊夫林·弗雷德里克·查爾斯·盧多維克在1966年寫成。本書以邊敍邊議的方式，講述了18世紀晚期斯里蘭卡（時稱「錫蘭」）遭受英國殖民主義者入侵，至1965年這百多年的歷史，是研究該國英治時期的專門著作。

## 本書的編撰
《錫蘭現代史》的作者伊夫林·弗雷德里克·查爾斯·盧多維克，是錫蘭大學榮譽英語教授，曾著有《羅伯特·諾克斯在康提王國》、《佛陀的足跡》、《錫蘭史話》、《了解莎士比亞》等書。在編寫本書時，作者吸納了多位學者的見解及研究成果，使用了英屬錫蘭的文官制度、英國殖民地行政文獻等等材料，並蒐集圖片，收錄於書中。

## 內容
- 第一章《福地》
- 第二章《代理人和創業者 1796-1805年》
- 第三章《掃清場地 1805-1832年》
- 第四章《結構的建立 1833-1847年》
- 第五章《結構的建成 1848-1899年》
- 第六章《房客》
- 第七章《修補與革新 1900-1921年》
- 第八章《最初的裂縫 1921-1930年》
- 第九章《再裝飾 1931-1947年》
- 第十章《新的外貌 1948-1956年》
- 第十一章《新近的轉變 1956-1965年》

## 學術價值
把《錫蘭現代史》譯出中譯本的中國大陸學者認為，本書對於研究18世紀晚期至1965年英國殖民統治下斯里蘭卡的政治、經濟、社會生活等方面，具有一定的參考價值。對於中斯關係，亦作了比較客觀的敍述。然而，對於斯里蘭卡人民的反抗殖民統治鬥爭，有時會避而不談，輕描淡寫，甚至作了錯誤解釋，對於英國殖民統治更會不殫其煩地談論他們的政績。

## 中文譯本

《錫蘭現代史》中譯本書影

1980年，《錫蘭現代史》由四川大學外語系翻譯組譯成中文，並由四川人民出版社出版。因該書寫成於1966年，而當時斯里蘭卡仍然稱為「錫蘭」，因此中譯本亦照用「錫蘭」一名。